# Cantharellus subalbidus
Cantharellus subalbidus (Alexander Hanchett Smith și Elizabeth Eaton Morse) din încrengătura Basidiomycota, în familia Cantharellaceae și de genul Cantharellus este o specie de ciuperci comestibile originară din America de Nord, dar răspândită între timp și în Europa, care coabitează, fiind un simbiont micoriza (formează micorize pe rădăcinile arborilor). Ea este foarte des confundată cu Cantharellus pallens. Buretele se dezvoltă în România, Basarabia și Bucovina de Nord de obicei în grupuri mici, prin păduri de conifere sub duglași, specii de pin și Tsuga, nu rar împreună cu cucuta (Conium maculatum), denumiri populare dudău, buciniș), cu miros caracteristic de șoareci, frunze mari, flori albe și fructe brune-verzui, mult mai probabil să apară în pădurile bătrâne care au rămas de sute de ani, și mai puțin probabil să apară în pădurile de a doua creștere (aproximativ 40-60 de ani) care reprezintă regenerare după tăierile de ras. Timpul apariției este din (iulie) până în noiembrie.

## Taxonomie

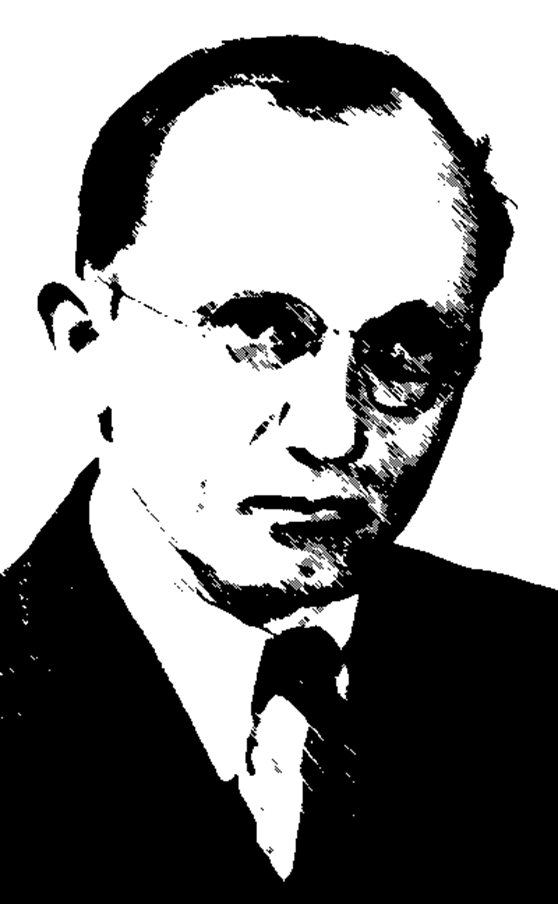
Alexander H. Smith

Micologii Alexander Hanchett Smith (1904–1986), distins cu premiul Mycologist Award; membru al Torrey Botanical Society și Elizabeth Eaton Morse (1864-1955) profesoară, în primul rând specialistă în familia Fungi, dar de asemenea fotografă și botanistă precum creatoare și organizatoare de ierbare, au determinat specia în volumul 39 al jurnalului micologic Mycologia din 1947.
Acest taxon este numele binomial precum numele curent valabil /2025). Un sinonim nu a fost creat până în prezent (2025).
Trebuie menționat, că specia este în Canada ș SUA foarte răspândită, dar în Europa (încă) rară.

## Descriere
- Pălăria: cu un diametru de 5–10 (15) cm este convexă când în tinerețe, cu o margine lobată și înrolată, extinzându-se la larg convex cu o margine curbată în jos, devenind plată până la ridicată, dezvoltând o depresiune centrală și de vârstă infundibuliformă (ca o vază) precum neregulată, cu o margine ondulată și încrețită. Cuticula uscată este inițial goală sau aproape împâslită, uneori devenind crăpată sau fin solzoasă cu vârsta, fiind de culoare albă spre albicioasă, cu vânătăi și decolorare gălbuie spre portocalii.
- Himenoforul: cu stinghii bifurcate sau încrucișate sau, la unele exemplare, elaborat ondulate și neregulate destul de largi precum pliuri cu nervuri albicioase care coboară de-a lungul tulpinii. Coloritul este alb cu vânătăi și decolorare gălbuie spre portocalie, în primul rând la bătrânețe. Stinghiile sunt nu rar de aceeași culoare cu pălăria.
- Piciorul:  are o înălțime de 3–7 (8) cm și o grosime de 1-2,5 cm, este solid, uscat, neted, plin în interior, ceva conic, subțiindu-se spre bază. Coloritul este alb până la crem, ulterior întunecând până la galben-portocaliu cu vânătăi, devenind portocaliu până la maro-portocaliu în zone rănite.
- Carnea: este albă, fermă, uneori decolorându-se gălbui acolo unde este expusă aerului. Mirosul este parfumat și gustul lipsit de caracter distinctiv sau piperat. Aproape niciodată este năpădită de viermi.[3][4]
- Caracteristici microscopice: are spori elipsoidali, netezi, neamilozi, hialini până la slab ocraceu în hidroxid de potasiu, având o dimensiune de 6-8,5 x 4-5 microni. Pulberea lor est albă. Basidiile clavate cu 4 sterigme fiecare măsoară 45-65 microni în lungime. Elemente de pe suprafața pălăriei de 5-10 µ lățime sunt fixate, netede, hialine până la gălbui, celulele terminale fiind cilindrice, cu vârfuri rotunjite.[7]
- Reacții chimice: nu sunt cunoscute.

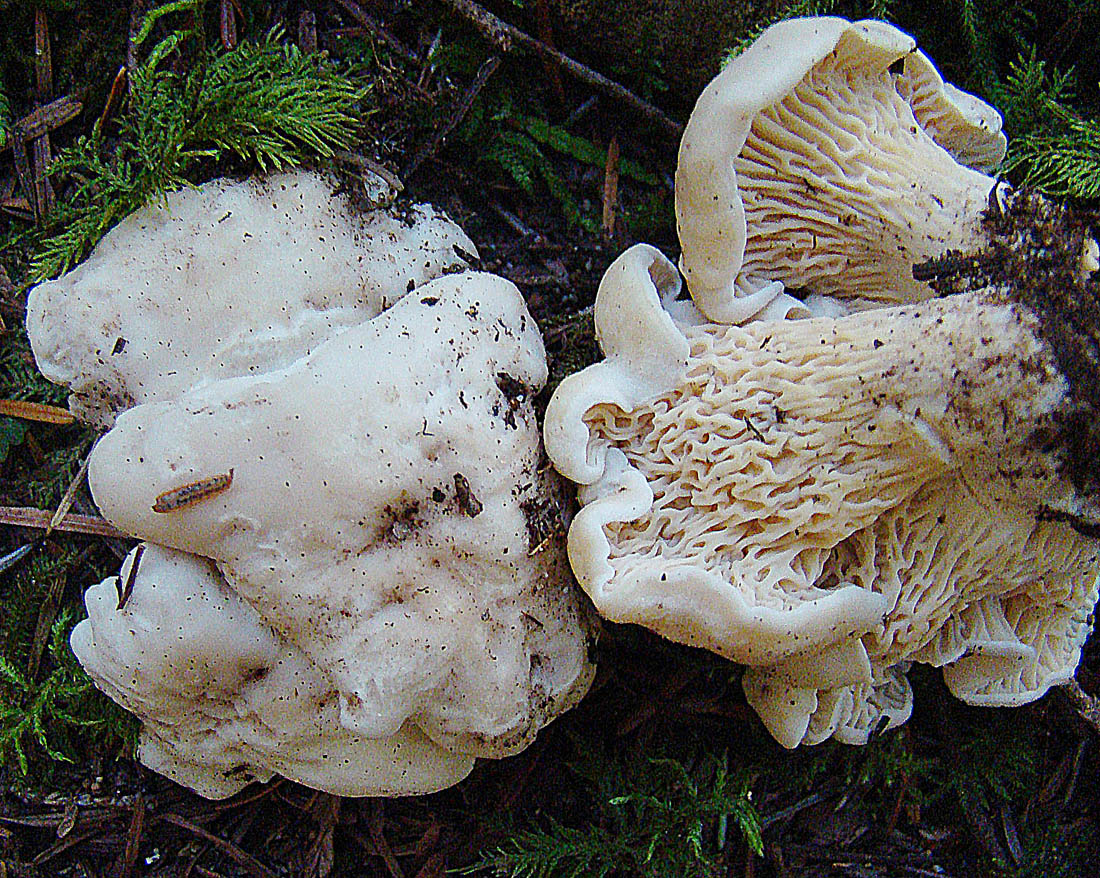
C. subalbidus, pălărie și stinghii
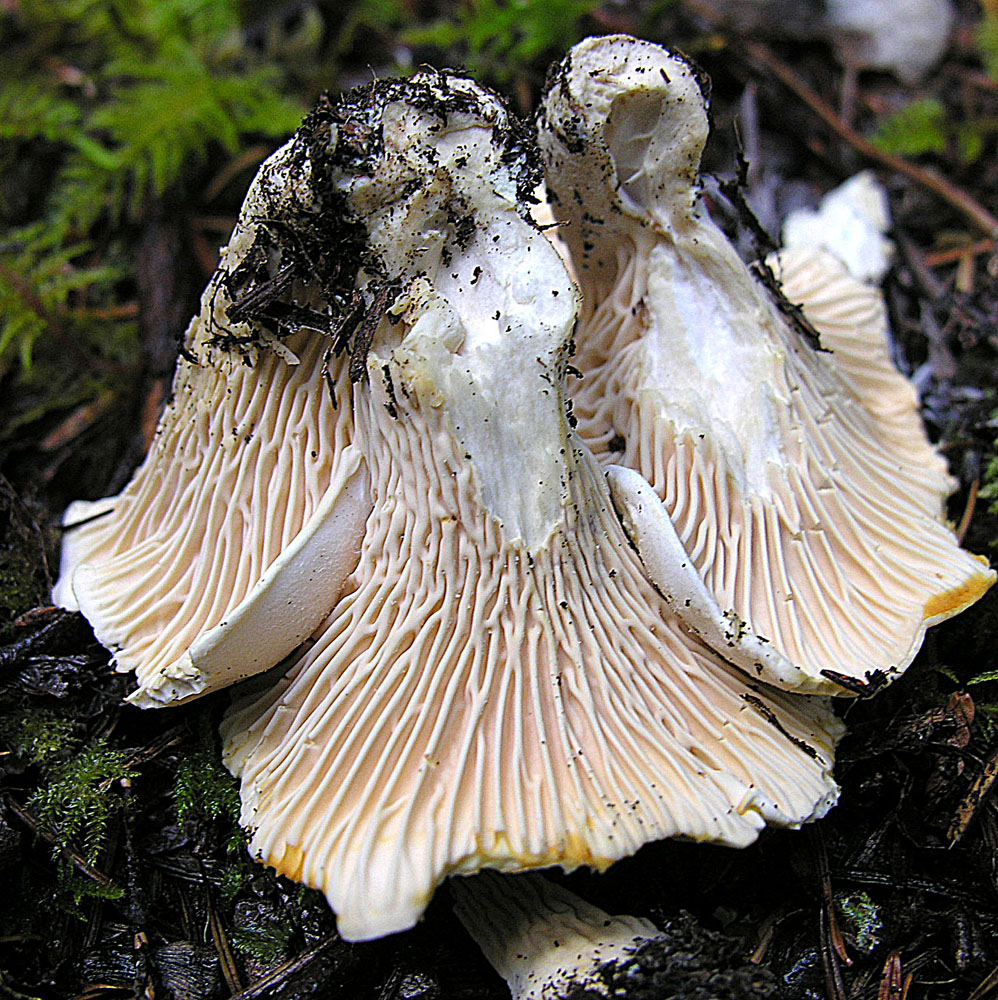
C. subalbidus, stinghii și picior
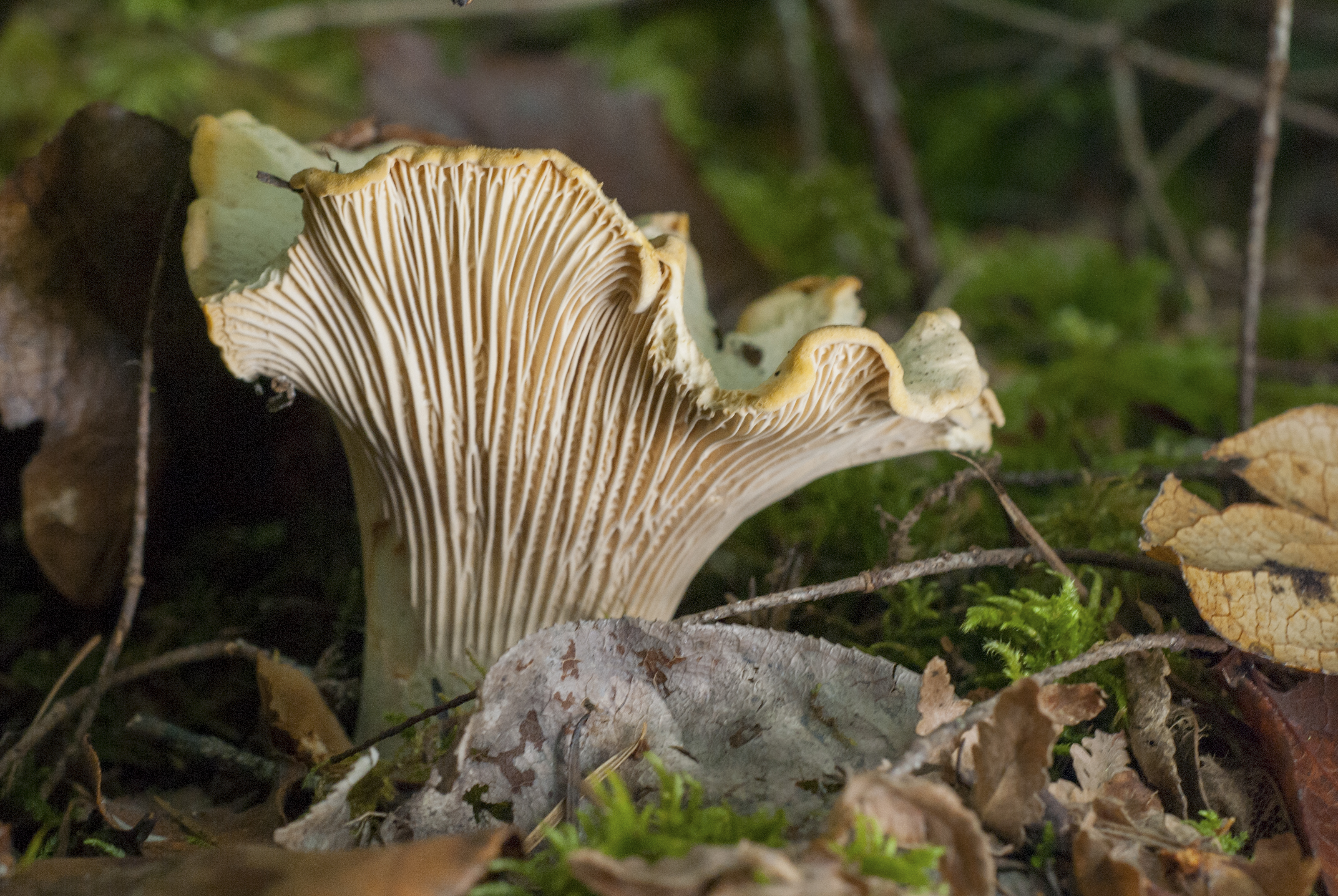
C. subalbidus aspect lateral
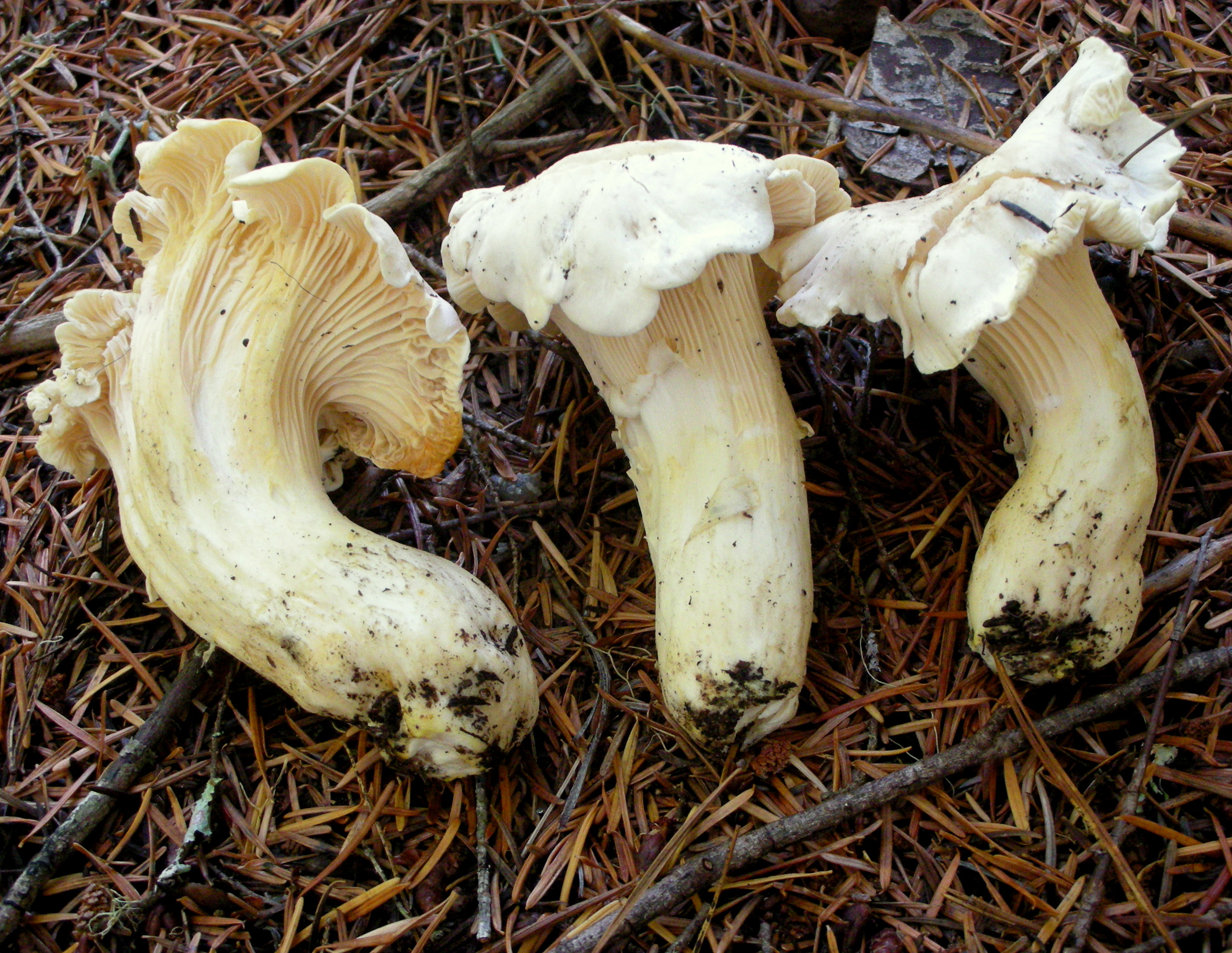
C. subalbidus mai tineri
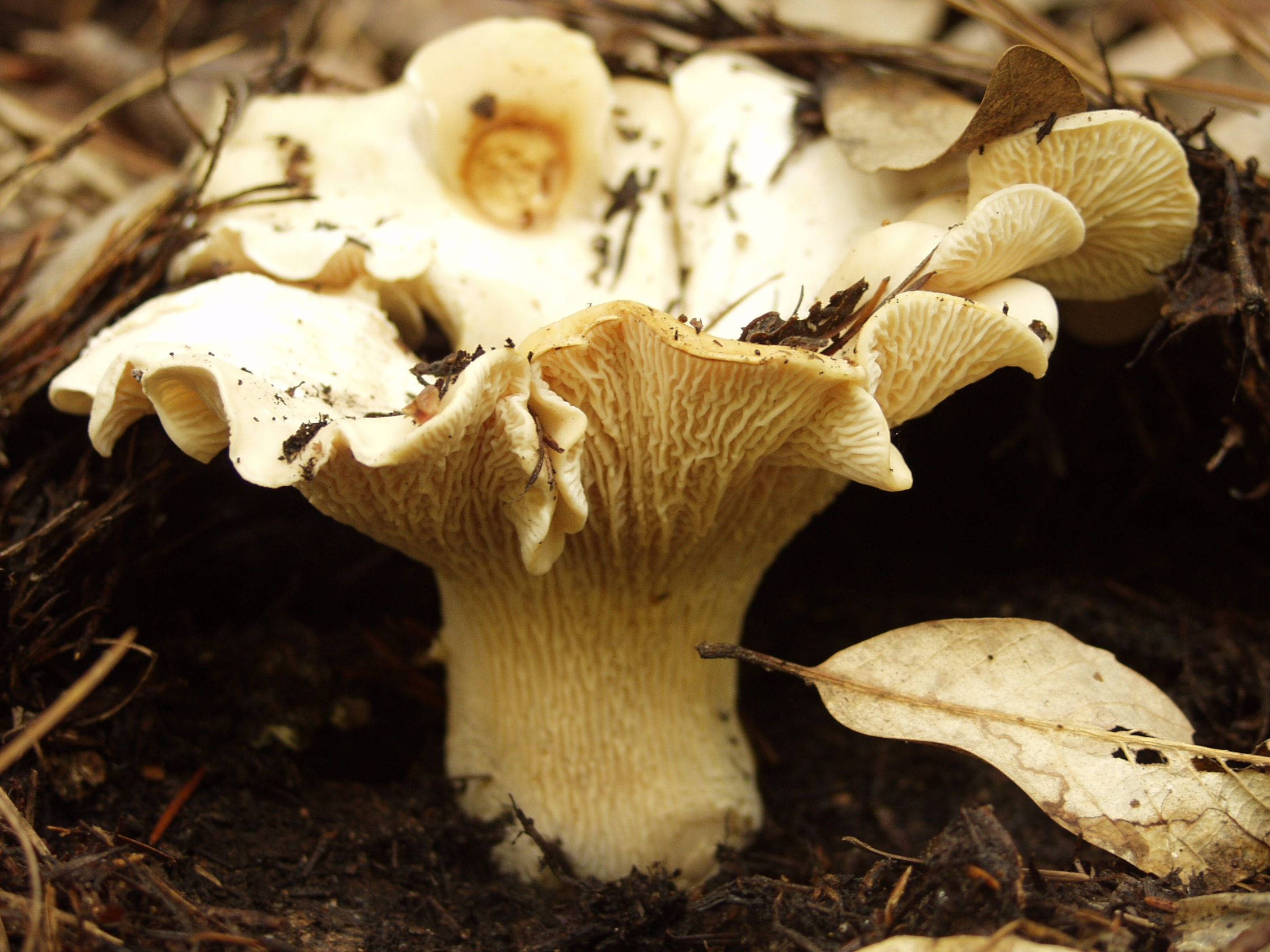
Cantharellus subalbidus]] mai bătrân

## Confuzii
Buretele poate fi confundat în primul rând cu specii de același gen, respectiv foarte aproape înrudite, cu toate comestibile, ca de exemplu cu Cantharellus amethysteus, Cantharellus cascadensis Cantharellus cibarius, Cantharellus ferruginascens, Cantharellus melanoxeros sin.Craterellus melanoxeros, Cantharellus pallens, sau cu Leucopaxillus albissimus (comestibil).

## Specii asemănătoare în imagini

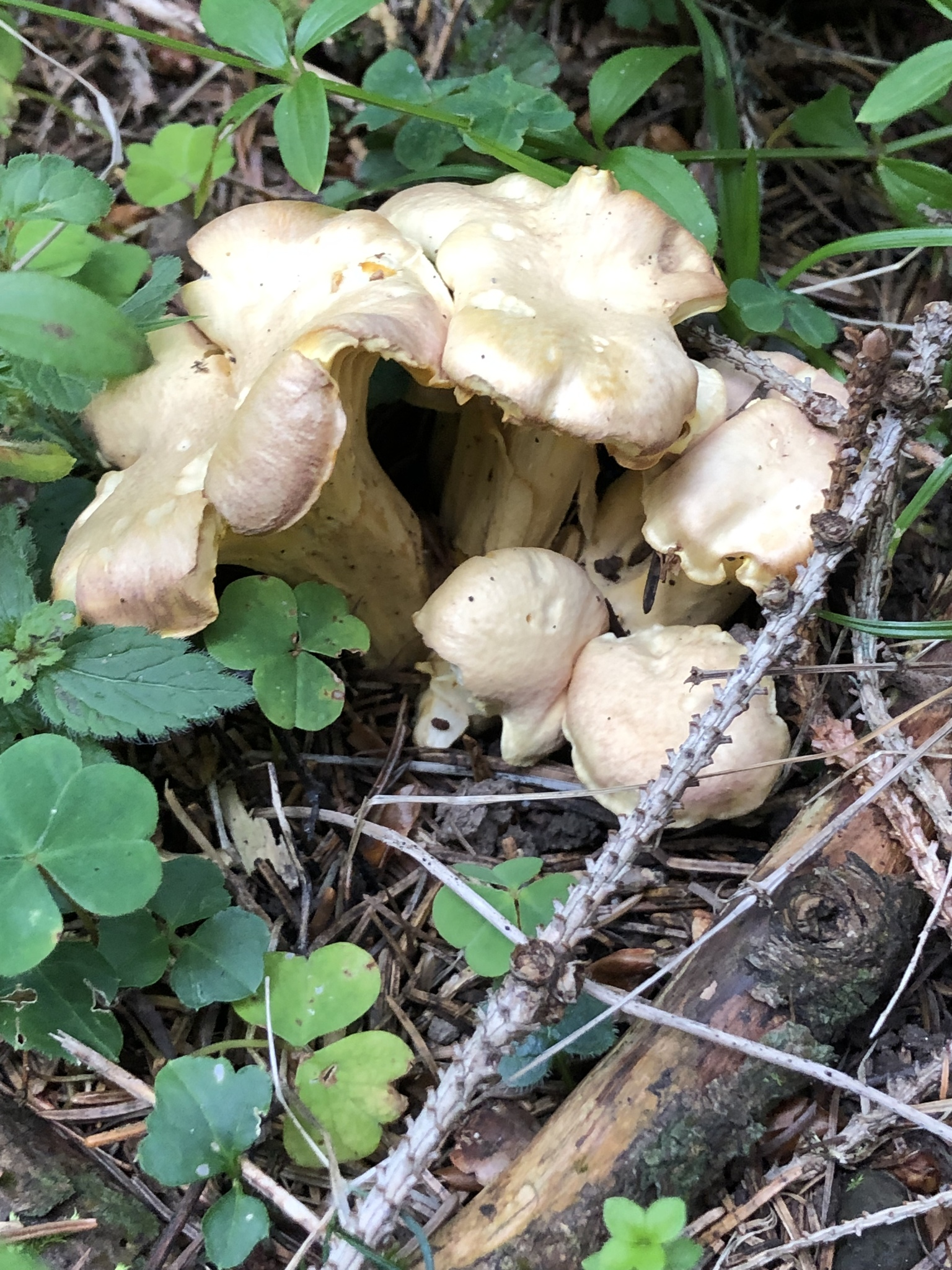
Cantharellus amethysteus
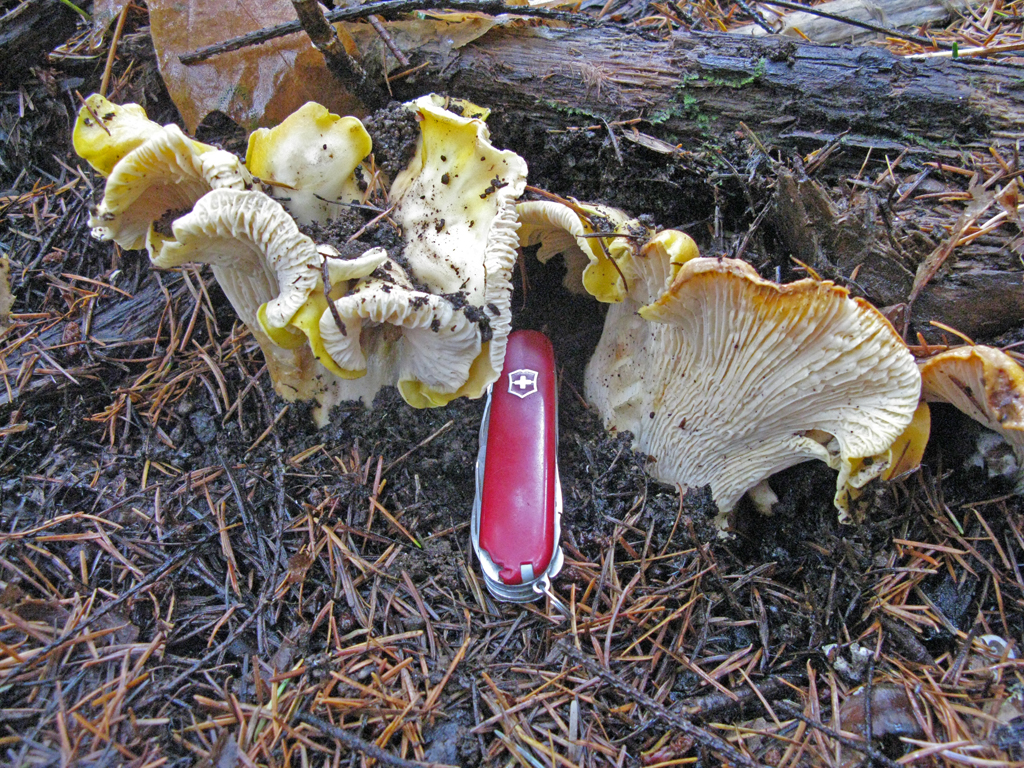
Cantharellus cascadensis
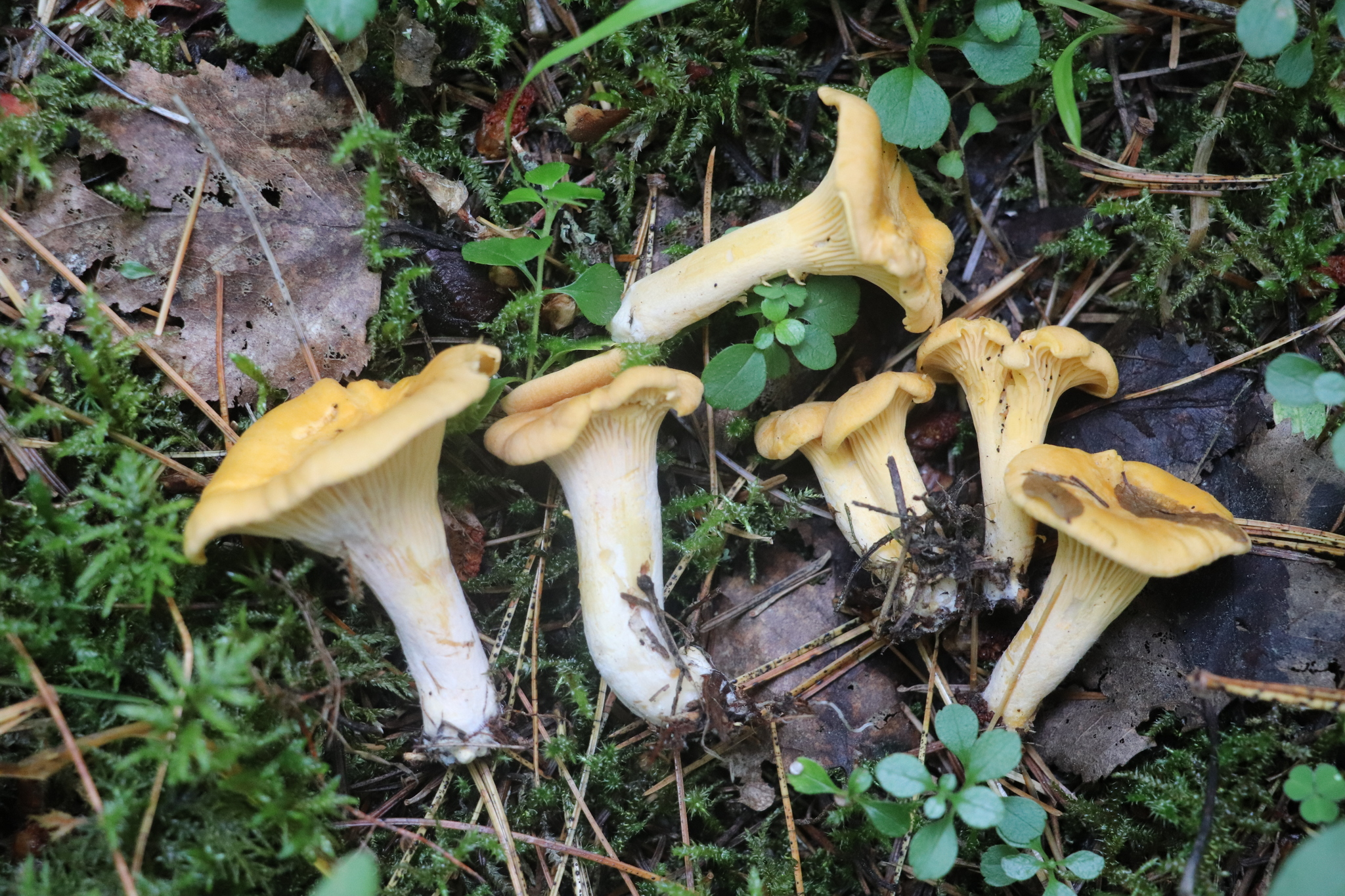
Cantharellus cibarius
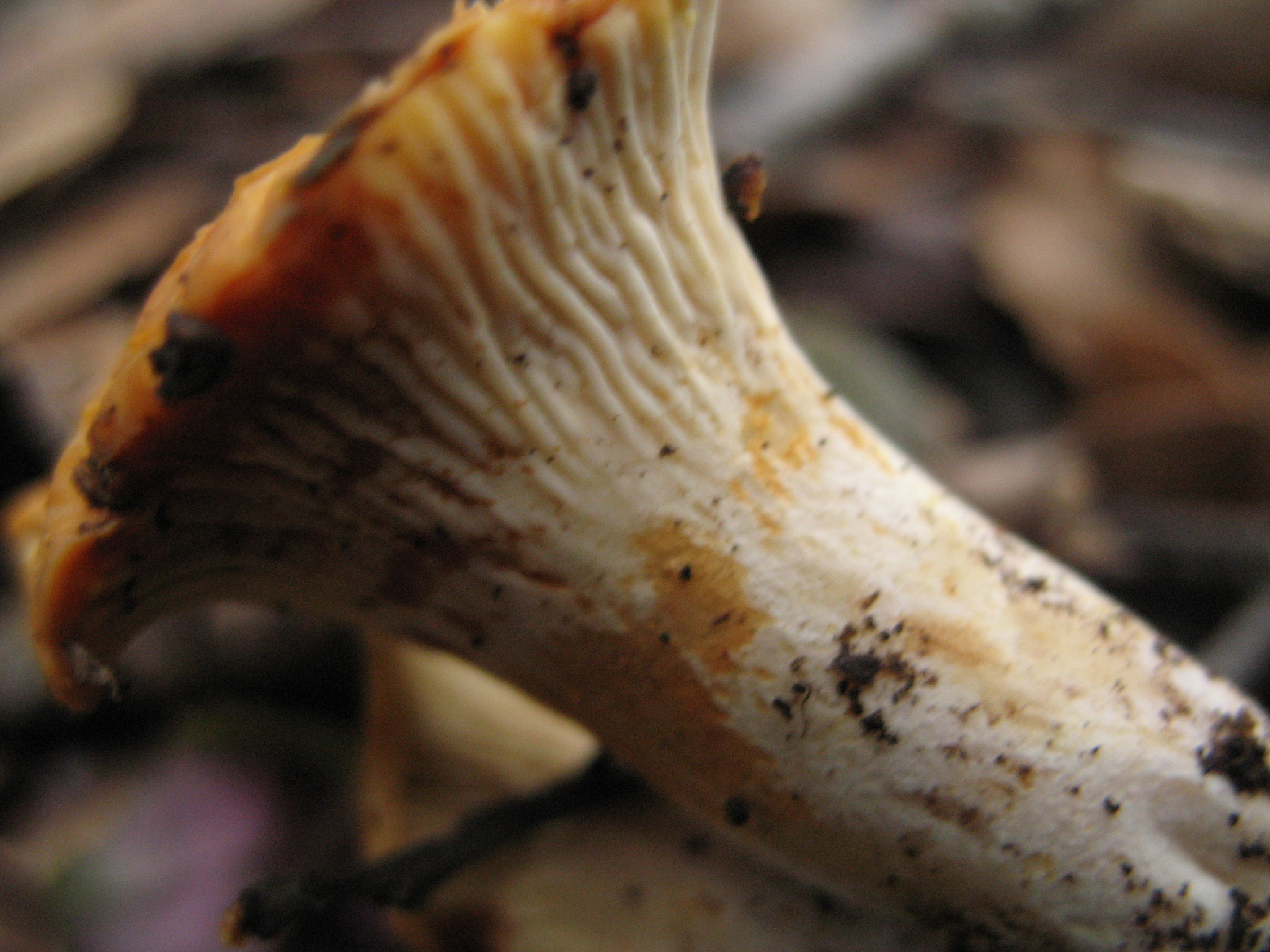
Cantharellus ferruginascens
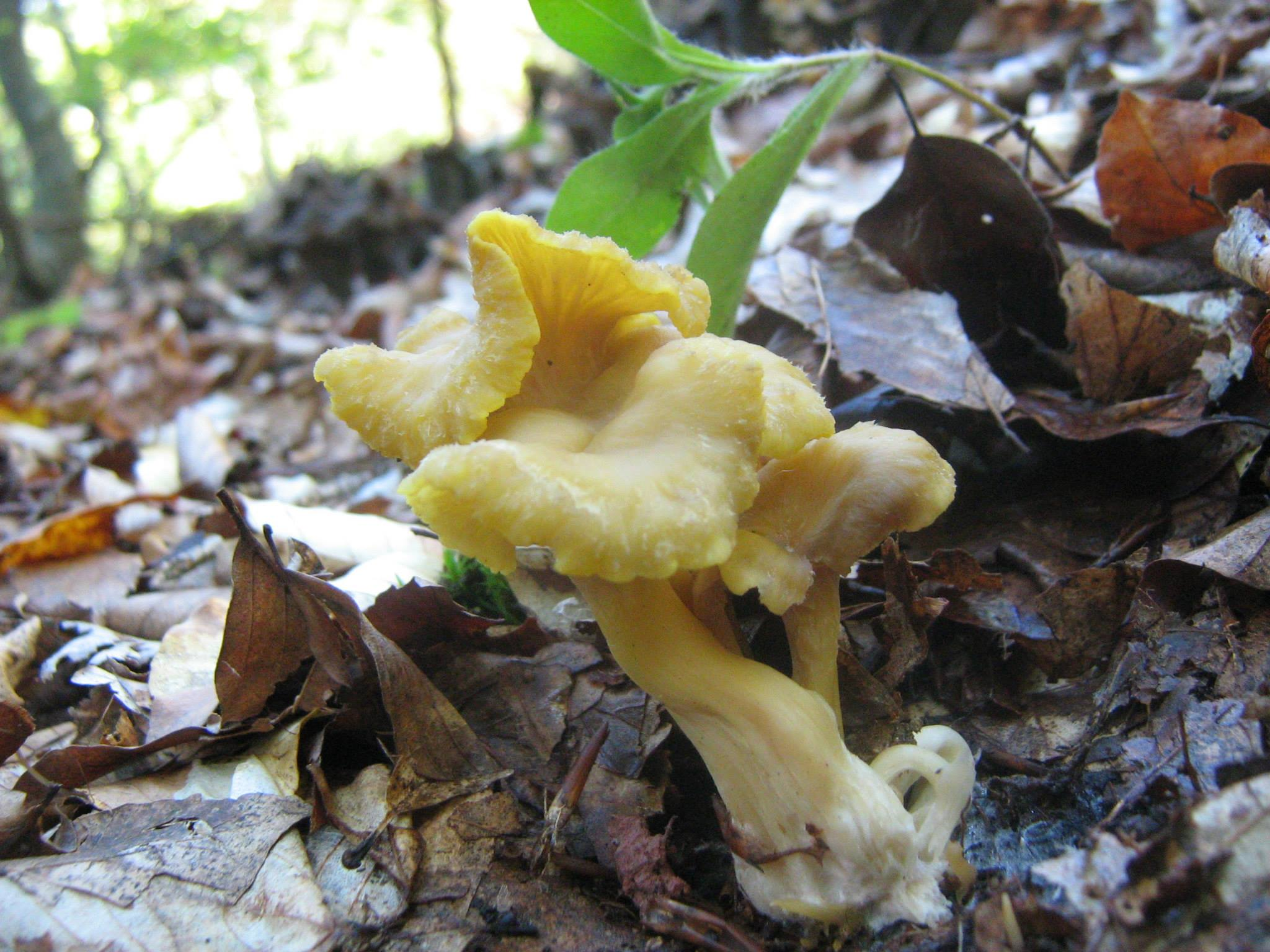
Cantharellus melanoxeros
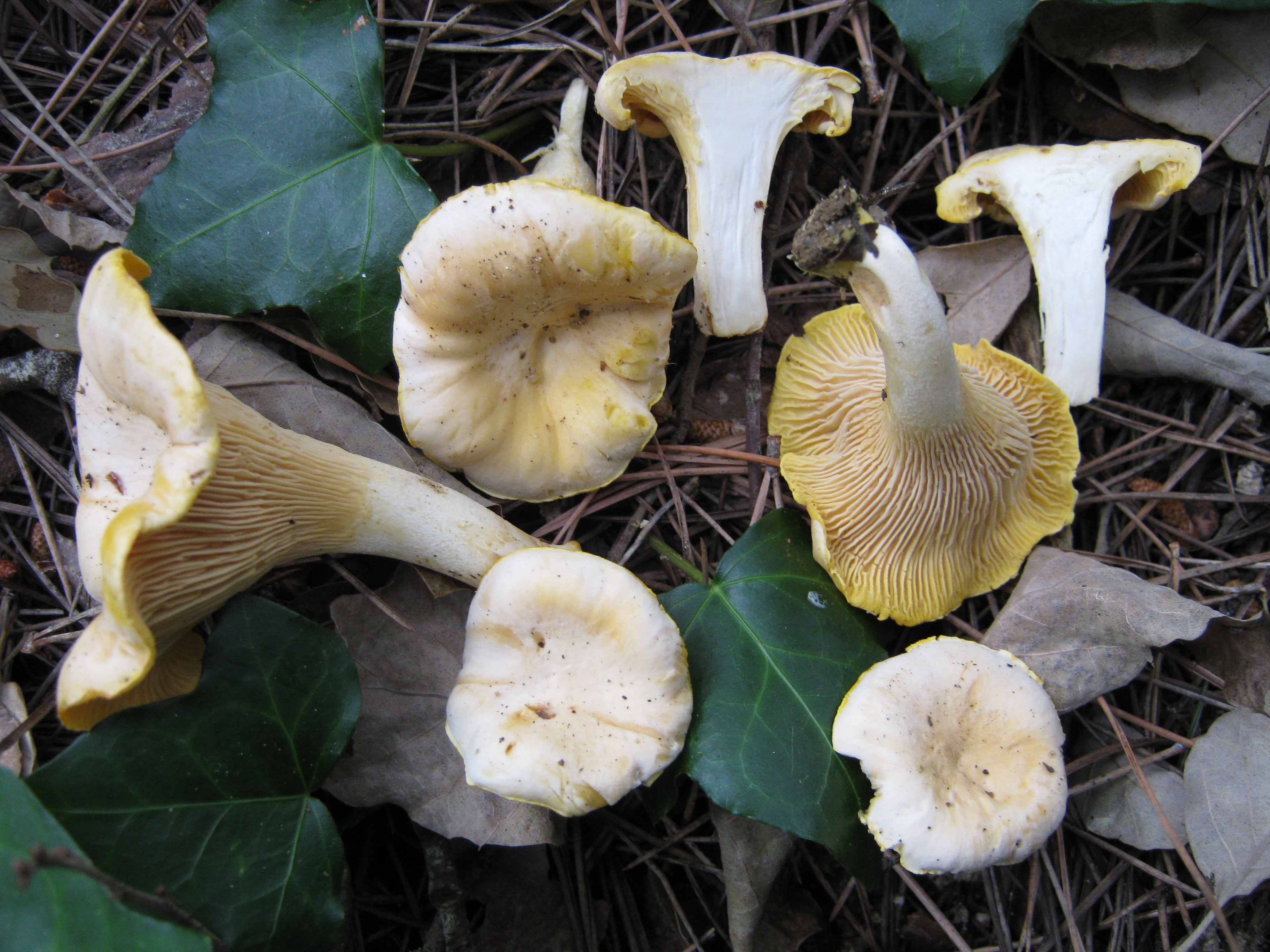
Cantharellus pallens
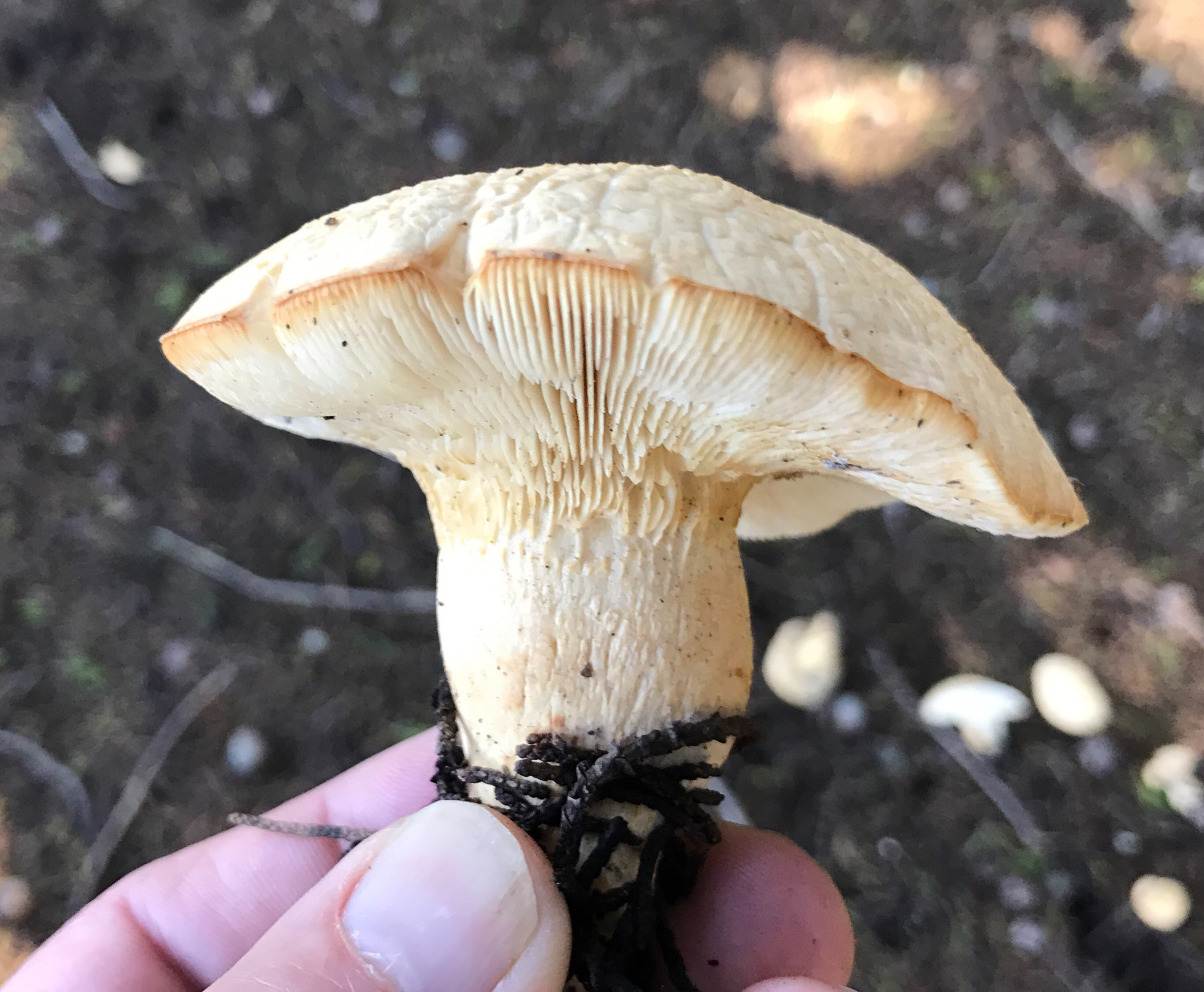
Leucopaxillus albissimus

## Valorificare
Cantharellus subalbidus este o specie robustă, comestibilă și destul de mare de genul Cantharellus, fiind, datorită mirosului delicios și al gustului blând de calitate foarte ridicată. 